# Dammsjön (Skinnskattebergs socken, Västmanland, 663917-149080)
Dammsjön är en sjö i Skinnskattebergs kommun i Västmanland och ingår i Norrströms huvudavrinningsområde. Sjön har en area på 0,11 kvadratkilometer och ligger 114,9 meter över havet.

## Delavrinningsområde
Dammsjön ingår i det delavrinningsområde (663785-149249) som SMHI kallar för Utloppet av Övre Vättern. Medelhöjden är 148 meter över havet och ytan är 34,23 kvadratkilometer. Räknas de 30 avrinningsområdena uppströms in blir den ackumulerade arean 386,48 kvadratkilometer. Hedströmmen som avvattnar avrinningsområdet har biflödesordning 3, vilket innebär att vattnet flödar genom totalt 3 vattendrag innan det når havet efter 200 kilometer. Avrinningsområdet består mestadels av skog (64 procent). Avrinningsområdet har 3,74 kvadratkilometer vattenytor vilket ger det en sjöprocent på 10,9 procent. Bebyggelsen i området täcker en yta av 0,43 kvadratkilometer eller 1 procent av avrinningsområdet.